# 圣若翰洗者堂 (锡拉库萨)
圣若翰洗者堂（Chiesa di San Giovanni Battista），俗称“圣乔瓦内洛堂”（Chiesa di San Giovannello），位于意大利奥提伽岛锡拉库萨朱代卡区的Precursore广场。

## 历史
圣若翰洗者堂是一座歷史悠久的教堂，其建築基於一座4世紀的早期基督教巴西利卡。目前的教堂結構，是在原有巴西利卡遺址上重建和發展而來的。

## 建筑
目前的外观是1380年的，拥有一扇美丽的十五世纪的大门，立面的顶端有玫瑰窗。门窗并不对齐，这是因为教堂在几个世纪里遭受了改动，尤其是在十八世纪。内部为拉丁十字平面，有三个通廊，用圆柱和拱门隔开。

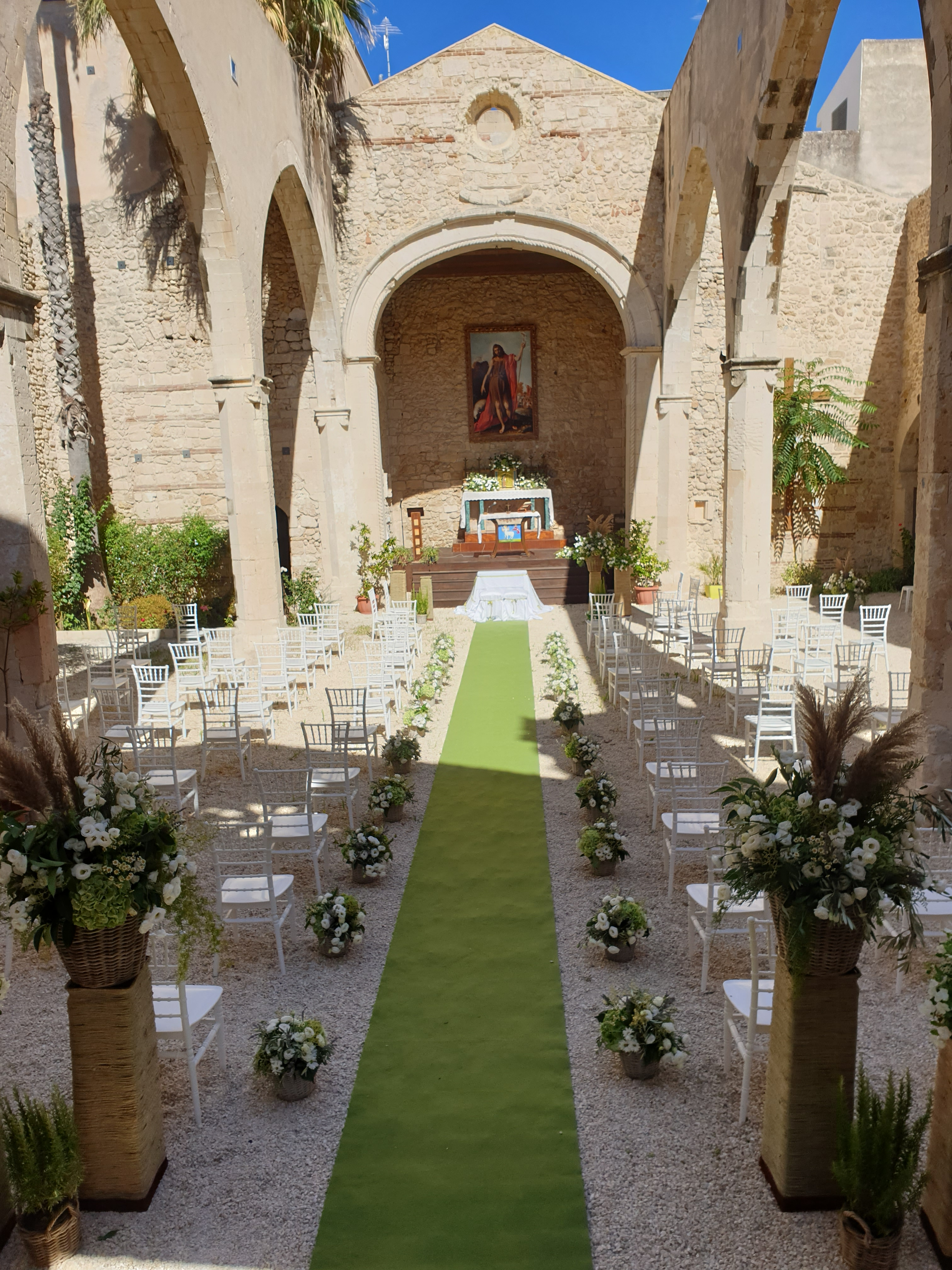
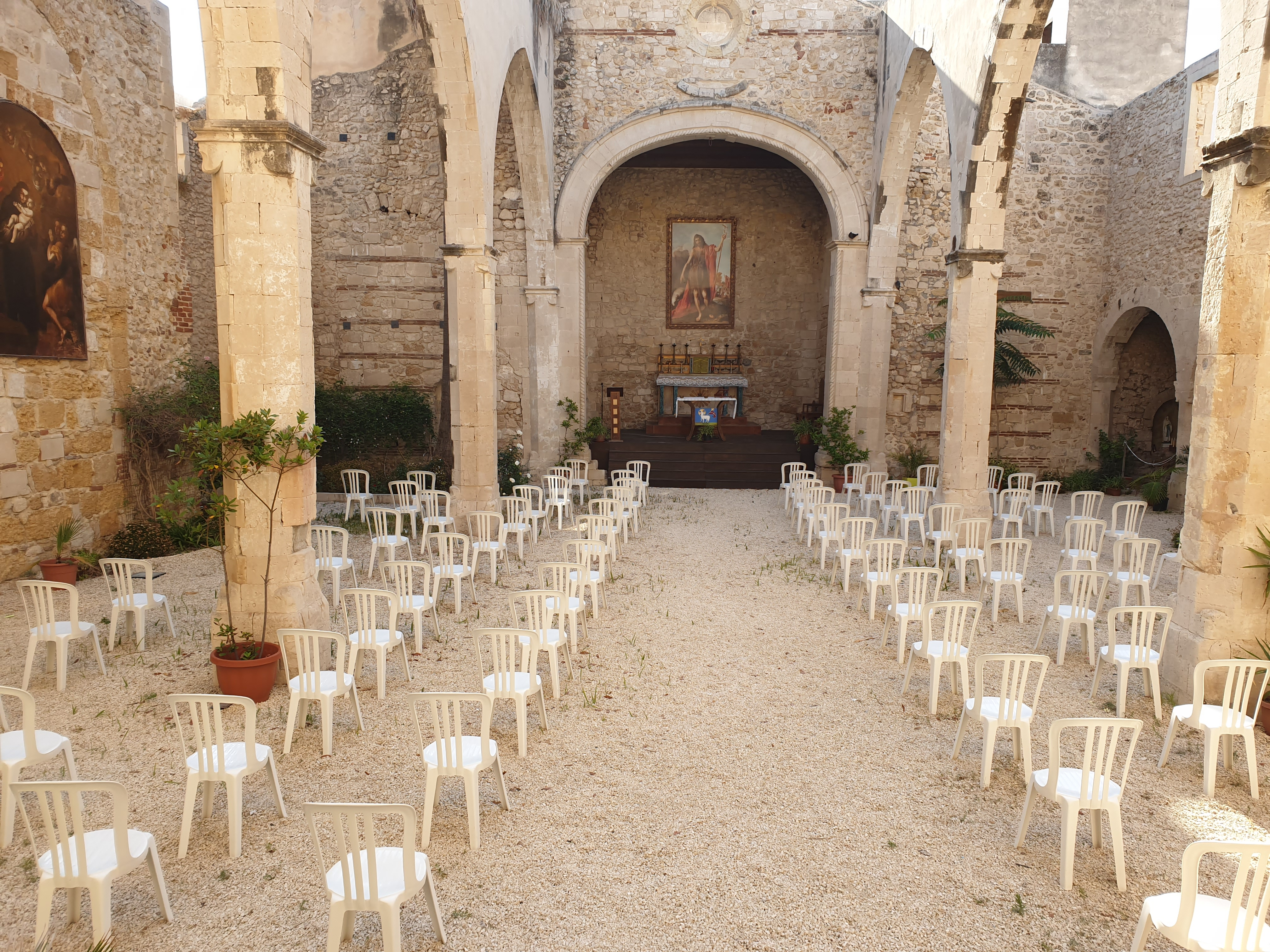
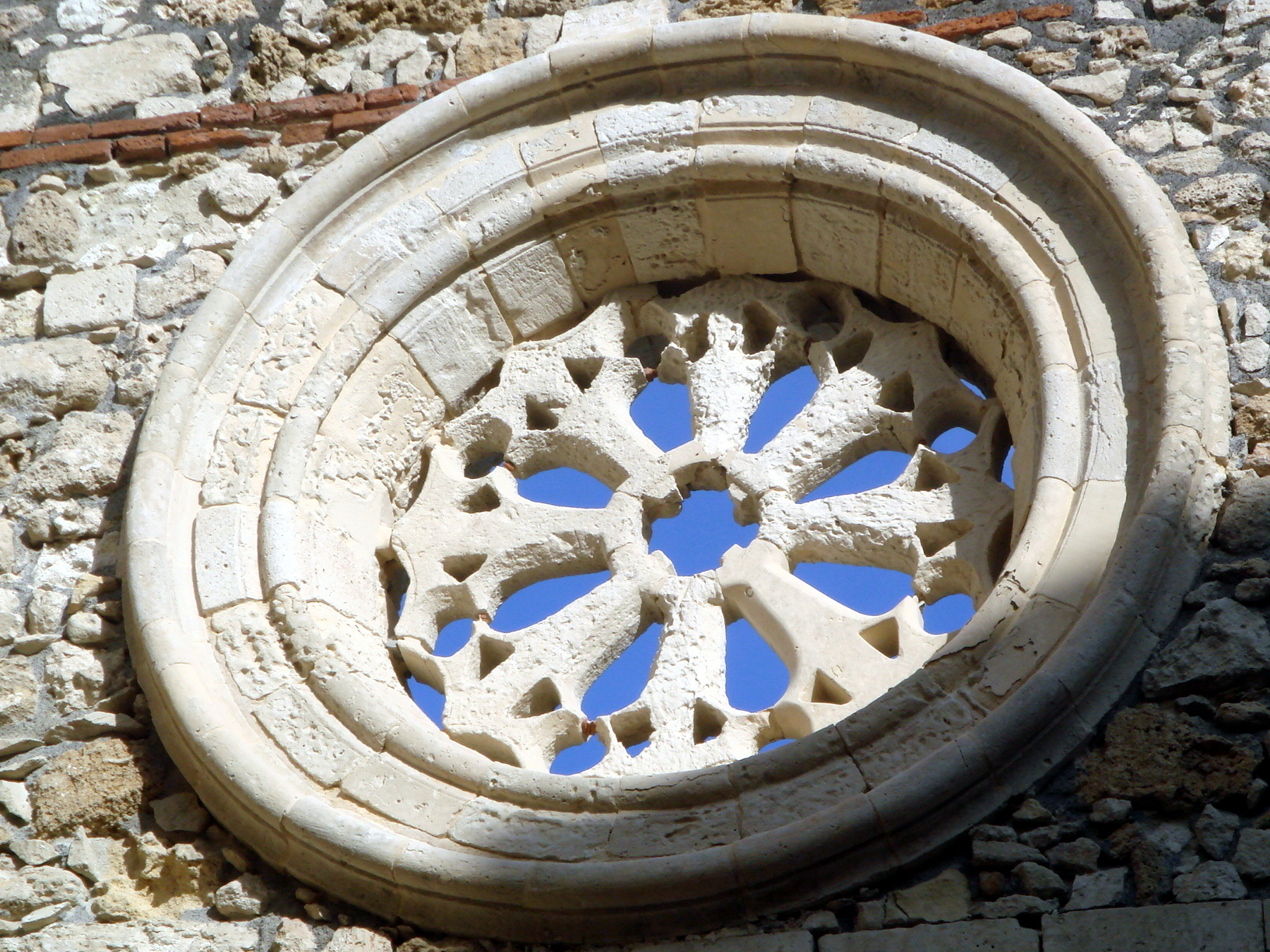
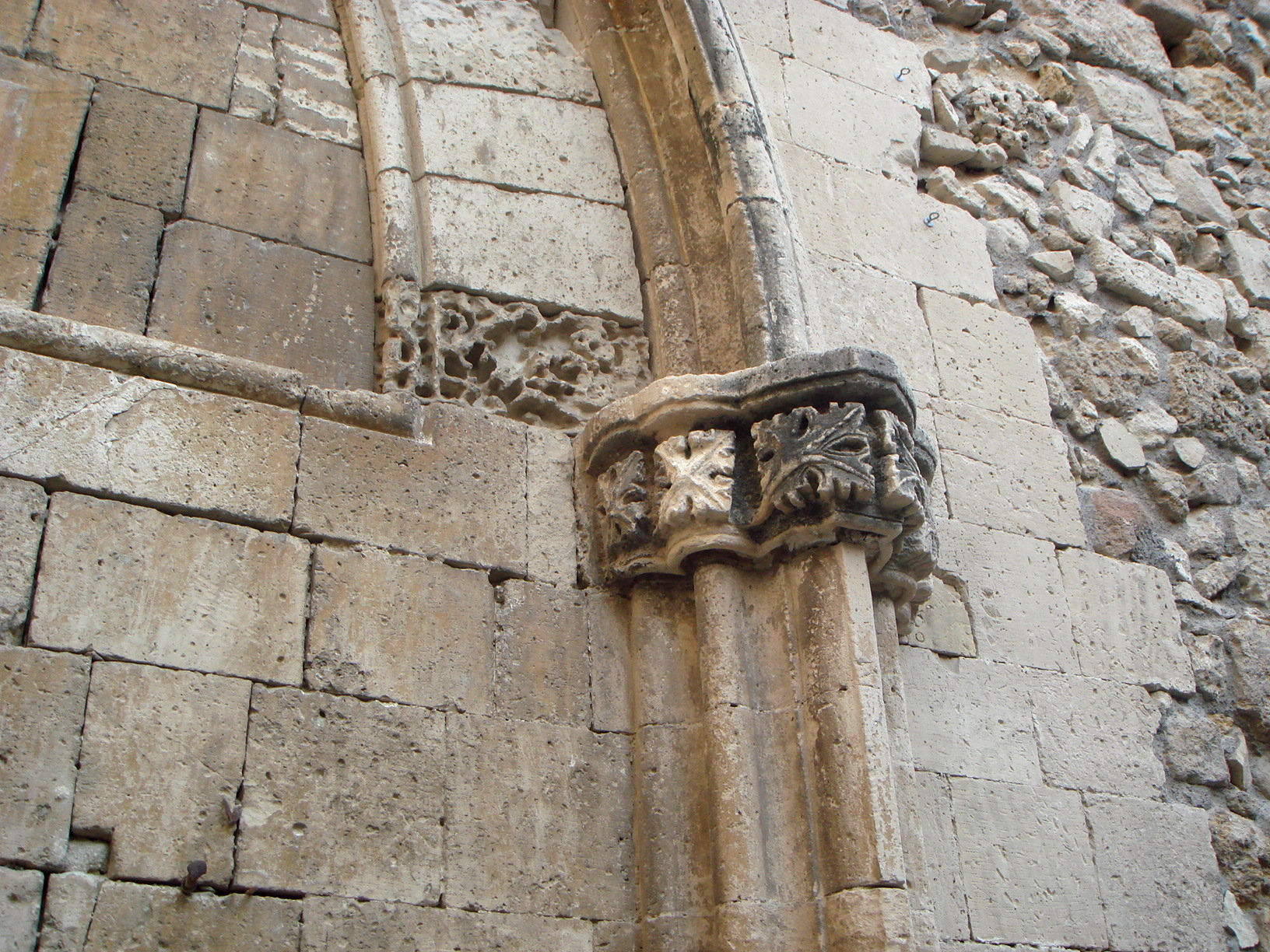
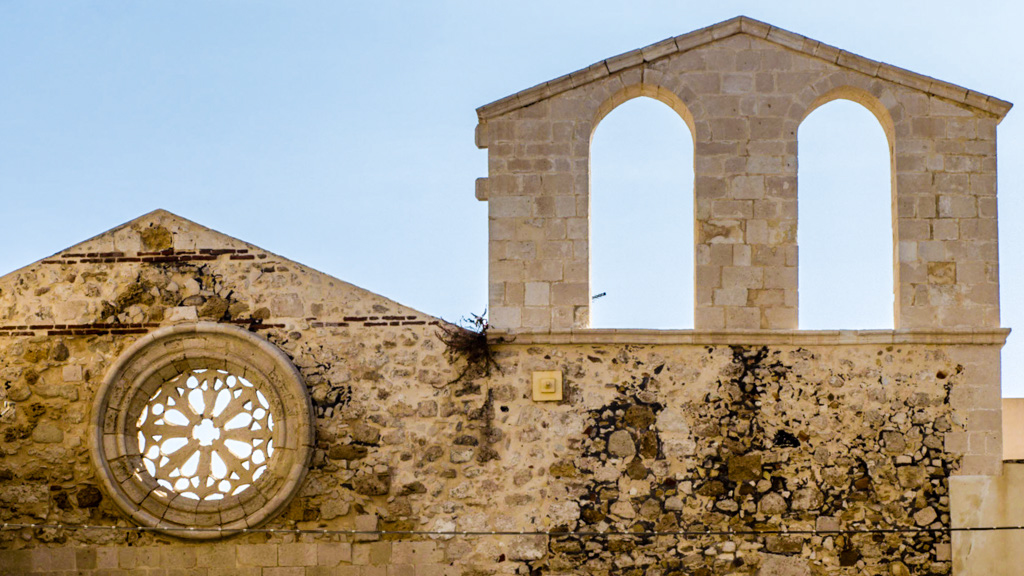